# 德斯提·羅茲

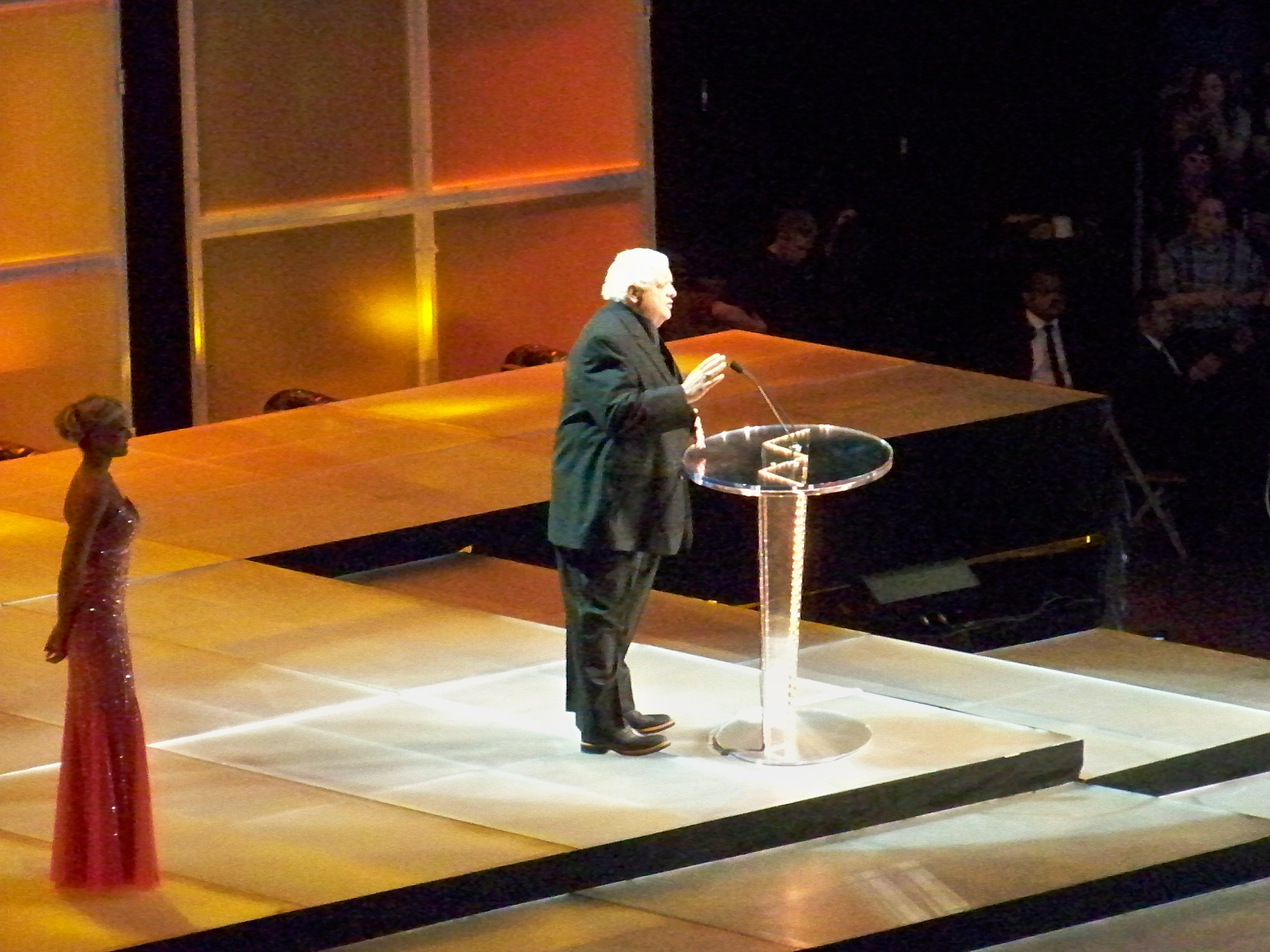
德斯提·羅茲

德斯提·羅茲（英語：Dusty Rhodes，1945年10月12日—2015年6月11日），本名維吉爾·磊瑞·讓尼爾斯（英語：Virgil Riley Runnels, Jr.），是世界摔角娛樂（WWE）旗下職業摔角選手，並在世界摔角娛樂節目WWE NXT中亮相。
在德斯提·羅茲的摔角事業中，德斯提曾擔任世界摔角娛樂的創意總監及WWE NXT的總經理。